# Eleição municipal de Votorantim em 2016
A eleição municipal de Votorantim em 2016 foi realizada no dia 2 de outubro de 2016 para eleger, um prefeito, um vice-prefeito e 11 vereadores no município de Votorantim, no Estado de São Paulo, Brasil.
O prefeito eleito foi Fernando Oliveira do DEM, com 79,68% dos votos válidos em disputa com três adversários, Carlos Mineiro do PSDB, Rodrigo Chizolini do PSOL e Jair Cassola do PDT que teve a sua candidatura indeferida pelo Tribunal Regional Eleitoral (TRE) pelo motivo da Lei da Ficha Limpa. Segundo o Ministério Público, Jair Cassola possui duas condenações por atos dolosos de improbidade, subsequentes de atos praticados enquanto foi prefeito de Votorantim por duas vezes entre 2001 e 2008. O vice-prefeito eleito foi Lê Baeza do PV, após o então candidato a vice-prefeito Eric Romero desistir de sua candidatura, por também tê-la impugnada em segunda instância sob o fundamento de condenação por improbidade administrativa por um processo de quando foi vereador de 1997 a 2000.
A disputa para as 11 vagas da Câmara Municipal de Votorantim envolveu a participação de 183 candidatos. O vereador mais bem votado foi Gaguinho do DEM, que obteve 1.623 votos (2,91% dos votos válidos).

## Antecedentes
Na eleição municipal de Votorantim em 2012 três candidatos disputaram a vaga pela prefeitura, dentre eles Erinaldo do PSDB, Pivetta do PT e Fernando Oliveira do DEM. Erinaldo Alves da Silva e seu vice Silvano do PTB foram eleitos com 37,45% dos votos válidos. A disputa pelas 11 vagas na Câmara Municipal de Votorantim, foi entre 214 candidatos e a candidata mais votada foi Fabíola, filha de Erinaldo Silva, com 2.301 votos (2,80% dos votos válidos).

## Eleitorado

Mapa de localização do Município de Votorantim no Estado de São Paulo, Brasil.

Na eleição municipal de 2016, estiveram aptos a votar 87.255 votorantinenses, dentre eles 49% são homens e 51% mulheres.

## Candidatos
Foram quatro candidatos à prefeitura de Votorantim em 2016: Carlos Mineiro do PSDB, Fernando Oliveira do DEM, Jair Cassola do PDT e Rodrigo Chizolini do PSOL.
| Candidato(a)      | Vice              | Partido | Coligação                                                                                        |
| ----------------- | ----------------- | ------- | ------------------------------------------------------------------------------------------------ |
| Fernando Oliveira | Lê Baeza          | DEM     | "Compromisso com a nossa gente" (DEM / PV / PPS / PMDB / PROS / PT do B / PSD / PEN / PTC / PRP) |
| Carlos Mineiro    | Profº Braz        | PSDB    | "Renovação com ética e responsabilidade” (PR / PSC / PSDB / PSDC / PHS / PSB / PMN)              |
| Rodrigo Chizolini | Cláudia Priscila  | PSOL    | Não houve coligação.                                                                             |
| Jair Cassola      | Silvano Donizetti | PDT     | "Mãos certas” (PDT / PTB / PSL / PT / Rede / PcdoB / PTN / Sdd / PRB)                            |

## Pesquisas
A Gazeta de Votorantim e a TV Votorantim encomendaram no dia 16 de setembro de 2016 uma pesquisa de intenção de votos do município de Votorantim. A pesquisa foi feita com o Instituto de Pesquisa e Estatísticas de Sorocaba (IPESO) e entrevistou cerca de 400 moradores da cidade.
Segundo material divulgada na Gazeta de Votorantim “A pesquisa quantitativa consiste na realização de entrevistas pessoais, com aplicação de questionários estruturados e padronizados junto a uma amostra representativa do eleitorado em estudo. A margem de erro máxima prevista para o total da amostra é de 4,9 pontos percentuais, para mais ou para menos, considerando um nível de confiança de 95%”.
O candidato Fernando de Oliveira do DEM, liderou a pesquisa de intenção de votos feita pelo Instituto de Pesquisa de Sorocaba (Ipeso). O candidato ficou com 41,1% das intenções de voto. O segundo colocado na pesquisa foi o ex-prefeito Jair Cassola do PDT, com 32,3% das intenções de votos dos entrevistados. O candidato Carlos Mineiro do PSDB ficou com 6% e Rodrigo Chizolini do PSOL apareceu com 3,8%. A margem de erro é de 5,5% para mais ou para menos. 
A pesquisa foi realizada entre os dias 17 e 20 de setembro de 2016, com a participação de 316 eleitores e foi registrada no TRE-SP sob o número SP-08939/2016, em 16 de setembro.

## Resultados

### Prefeito
No dia 2 de outubro, Fernando Oliveira do Democratas foi eleito com 79,68% dos votos válidos.
| Candidato(a)             | Vice                    | 1º Turno 2 de outubro de 2016 | 1º Turno 2 de outubro de 2016 |
| Candidato(a)             | Vice                    | Votação                       | Votação                       |
|                          |                         | Total                         | Porcentagem                   |
| ------------------------ | ----------------------- | ----------------------------- | ----------------------------- |
| Fernando Oliveira (DEM)  | Lê Baeza (PV)           | 32.468                        | 79,68%                        |
| Carlos Mineiro (PSDB)    | Profº Braz (PSDC)       | 23.093                        | 12,31%                        |
| Rodrigo Chizolini (PSOL) | Cláudia Priscila (PSOL) | 2.717                         | 6,67%                         |
| Jair Cassola (PDT)       | Silvano Donizetti (PDT) | 0                             | 0%                            |
| Total de votos válidos   | Total de votos válidos  | 40.749                        | 58,40%                        |
| Votos em branco          | Votos em branco         | 4.152                         | 5,95%                         |
| Votos nulos              | Votos nulos             | 24.875                        | 35,65%                        |
| Total                    | Total                   | 69.776                        | 100%                          |
| Abstenções               | Abstenções              | 17.477                        | 20,03%                        |
| Votos apurados           | Votos apurados          | 69.917                        | 100%                          |
| Total de eleitores       | Total de eleitores      | 87.253                        | 100%                          |

### Vereador
No dia 2 de outubro de 2016, os eleitores renovaram 72% dos vereadores da Câmara Municipal de Votorantin. Dos atuais 11 legisladores, apenas três foram reeleitos e somente uma mulher foi eleita.
O vereador mais votado foi José Antonio de Oliveira, o Gaguinho do DEM, com 1.623 votos. Em entrevista para a Gazeta de Votorantim, Gaguinho afirmou “Quero trabalhar  junto com o meu povo.” O segundo mais votado foi o já vereador Bruno Martins de Almeida do PSDB com 1.471 votos. Em também entrevista para a Gazeta de Votorantim, Almeida disse “Nas eleições, nós fomos oposição, mas, a partir de 2017, seremos situação”. Já Heber Martins do PDT, conquistou 1.397 votos e foi reeleito. Segundo ele disse em entrevista a Gazeta de Votorantim ele será um "vereador independente e, caso vier na Câmara Municipal de Votorantim projetos de lei de interesse da população, vai votar favorável." Fabíola Alves do PSDB, conquistou 1.330 votos e foi a única mulher eleita. A vereadora disse que será oposição de Fenando Oliveira na Câmara Municipal.
| Resultado da eleição para a Câmara Municipal de Votorantim em 2016 por candidato | Resultado da eleição para a Câmara Municipal de Votorantim em 2016 por candidato | Resultado da eleição para a Câmara Municipal de Votorantim em 2016 por candidato | Resultado da eleição para a Câmara Municipal de Votorantim em 2016 por candidato | Resultado da eleição para a Câmara Municipal de Votorantim em 2016 por candidato | Resultado da eleição para a Câmara Municipal de Votorantim em 2016 por candidato |
| Candidato                                                                        | Número                                                                           | Partido                                                                          | Votos                                                                            | Porcentagem                                                                      |                                                                                  |
| -------------------------------------------------------------------------------- | -------------------------------------------------------------------------------- | -------------------------------------------------------------------------------- | -------------------------------------------------------------------------------- | -------------------------------------------------------------------------------- | -------------------------------------------------------------------------------- |
| Gaguinho                                                                         | 25005                                                                            | DEM                                                                              | 1.623                                                                            | 2,91%                                                                            |                                                                                  |
| Bruno Martins                                                                    | 45198                                                                            | PSDB                                                                             | 1.471                                                                            | 2,64%                                                                            |                                                                                  |
| Heber Martins                                                                    | 12345                                                                            | PDT                                                                              | 1.397                                                                            | 2,51%                                                                            |                                                                                  |
| Fabíola Alves                                                                    | 45045                                                                            | PSDB                                                                             | 1.330                                                                            | 2,39%                                                                            |                                                                                  |
| Júnior Pissinato                                                                 | 23444                                                                            | PPS                                                                              | 1.235                                                                            | 2,22%                                                                            |                                                                                  |
| Pastor Lilo                                                                      | 15555                                                                            | PMDB                                                                             | 1.145                                                                            | 2,05%                                                                            |                                                                                  |
| Zelão                                                                            | 13133                                                                            | PT                                                                               | 1.106                                                                            | 1,98%                                                                            |                                                                                  |
| Luciano Silva                                                                    | 45678                                                                            | PSDB                                                                             | 1.095                                                                            | 1,96%                                                                            |                                                                                  |
| Mauro do Materiais                                                               | 14014                                                                            | PTB                                                                              | 1.022                                                                            | 1,83%                                                                            |                                                                                  |
| Ita                                                                              | 23000                                                                            | PPS                                                                              | 918                                                                              | 1,51%                                                                            |                                                                                  |
| Pr. Dr. Luiz Carlos                                                              | 17000                                                                            | PSL                                                                              | 840                                                                              | 1,51%                                                                            |                                                                                  |

| Votos nominais   | Votos nominais   | 51.072 | 91,64% |
| Votos em legenda | Votos em legenda | 4.661  | 8,36%  |
| Votos válidos    | Votos válidos    | 55.733 | 79,87% |
| Votos nulos      | Votos nulos      | 8.809  | 12,62% |
| Votos em branco  | Votos em branco  | 2.234  | 7,30%  |
| Total            | Total            | 69.776 | 100%   |
| ---------------- | ---------------- | ------ | ------ |

## Análises
A vitória ficou com Fernando Oliveira do DEM com o maior número de votos da história de Votorantim. Fernando é filho do ex-prefeito Zeca Padeiro, e foi vereador por duas legislaturas, entre 2005 e 2012.
Em entrevista ao Jornal Cruzeiro do Sul, Fernando afirmou: "Fizemos uma campanha de propostas, jamais misturando o nosso plano de governo com ataques pessoais ou maldades. Hoje o povo reconheceu isso: a bondade venceu a maldade, e as propostas venceram os ataques", referindo-se ao resultado final da eleição, que mostrou uma vantagem maior do que a esperada.
Fernando também falou sobre a sua intenção durante o seu mandato: "Nosso plano de governo é realizável e está à altura da nossa cidade. Votorantim encontra-se em uma situação muito precária e teremos de atuar em todos os setores para retomar os trilhos do desenvolvimento".
Lê Baeza, vice-prefeito eleito, também falou ao Jornal Cruzeiro do Sul: "Eu tenho que agradecer muito ao povo de Votorantim por ter acreditado em um projeto novo. A cidade está parada na mão de governantes que estavam há tanto tempo no poder".
Fernando Oliveira e o vice-prefeito Lê Baeza foram empossados em 1º de janeiro de 2017 para o primeiro mandato à frente da prefeitura de Votorantim.